# Wanda Sokołowska
Wanda Zofia Sokołowska (ur. 23 października 1940 w Płocku, zm. 7 października 1994 w Krzeczowie) – polska polityk, nauczycielka, posłanka na Sejm X, I i II kadencji.

## Życiorys
Córka Stefana. W 1957 zatrudniła się jako pielęgniarka w Szpitalu Miejskim w Płocku. W 1972 ukończyła studia w kierunku filologia polska na Uniwersytecie Warszawskim. Po ukończeniu studiów pracowała jako polonistka w liceum pielęgniarskim, w 1981 objęła stanowisko dyrektora Zespołu Szkół Medycznych w Płocku.
W 1971 wstąpiła do Polskiej Zjednoczonej Partii Robotniczej, była członkinią egzekutywy Komitetu Wojewódzkiego PZPR w Płocku. Przewodniczyła przez dwie kadencje Komisji Zdrowia i Spraw Socjalnych w płockiej Miejskiej Radzie Narodowej. Po rozwiązaniu partii została członkinią Rady Naczelnej Socjaldemokracji Rzeczypospolitej Polskiej.
W 1989 z ramienia PZPR, a w 1991 i 1993 z listy koalicji Sojuszu Lewicy Demokratycznej była wybierana na posła X, I i II kadencji. W trakcie pracy w parlamencie reprezentowała okręg płocki, płocko-skierniewicki i płocki.
Zginęła w wypadku drogowym w Krzeczowie 7 października 1994, w którym śmierć ponieśli także posłowie Halina Licnerska, Maria Trzcińska-Fajfrowska i Marian Korczak oraz pracownik Kancelarii Sejmu.
W 1996 została pośmiertnie odznaczona Krzyżem Oficerskim Orderu Odrodzenia Polski. Wcześniej otrzymała Krzyż Kawalerski Orderu Odrodzenia Polski (1987), Srebrny Krzyż Zasługi (1980) i Medal 40-lecia Polski Ludowej (1984).

## Upamiętnienie
- Tablica pamiątkowa odsłonięta przy wejściu do Sali Konferencyjnej w Nowym Domu Poselskim (sali obrad m.in. Komisji Polityki Społecznej i Rodziny) we wrześniu 2015[3].